# 天使之戀2online
《天使之戀2online》是大型多人線上角色扮演遊戲天使之戀online的續作，由台灣宇峻奧汀研發。於2008年10月28日發布

## 故事背景
世界之初一片混沌，而蓋亞和烏拉諾斯分別創造了天空、大地，而普羅米修斯和雅典娜創造了人類。但萬物仍是一片不安定的紛亂，領導眾神的宙斯，帶領著十二位主神，希望能創造出理想中的社會，而徒居於與原始大陸分離的空中之島。
數前年後在眾神的庇佑之下，安逸生活的人們已經忘記了先前困厄的年代，然而潘朵拉想起了宙斯贈予他的盒子，終於在忍不住強烈的好奇心下打開了盒子，陰影和異相在世界各地肆虐，原本和樂的生活被不安與惶恐取代...